# John Wilson Crawford
John Wilson Crawford, avstralski general in odvetnik, * 8. julij 1899, † 7. marec 1943.